# Liste der Monuments historiques in Longchamp (Côte-d’Or)
Die Liste der Monuments historiques in Longchamp führt die Monuments historiques in der französischen Gemeinde Longchamp auf.

## Liste der Immobilien
| Bezeichnung | Beschreibung                                | Standort                | Kennzeichnung | Schutzstatus | Datum | Bild           |
| ----------- | ------------------------------------------- | ----------------------- | ------------- | ------------ | ----- | -------------- |
| Brunnen     | aus der zweiten Hälfte des 18. Jahrhunderts | Place d l’Eglise (Lage) | PA00112512    | Inscrit      | 1976  | weitere Bilder |